# Nông Văn Lưu
Nông Văn Lưu là Phó giáo sư, Tiến sĩ, Trung tướng Công an nhân dân Việt Nam. Ông từng giữ chức vụ Phó Tổng cục trưởng Tổng cục An ninh 2, Bộ Công an (Việt Nam), nguyên Giám đốc Công an tỉnh Gia Lai.

## Tiểu sử
Nông Văn Lưu là đảng viên Đảng Cộng sản Việt Nam.
Năm 2005, Nông Văn Lưu là Đại tá, Giám đốc Công an tỉnh Gia Lai.
Tháng 2 năm 2006, Nông Văn Lưu được Thủ tướng Chính phủ thăng quân hàm Thiếu tướng.
Năm 2006, Nông Văn Lưu là Thiếu tướng Công an nhân dân Việt Nam, Giám đốc Công an tỉnh Gia Lai.
Tháng 8 năm 2007, Nông Văn Lưu là Thiếu tướng, Tổng cục phó Tổng cục An ninh, Bộ Công an.
Năm 2010-2013, Nông Văn Lưu là Phó giáo sư, Tiến sĩ, Trung tướng Công an nhân dân Việt Nam, Phó Tổng cục trưởng Tổng cục An ninh 2, Bộ Công an (Việt Nam).
Sáng ngày 29 tháng 5 năm 2018, tại Học viện An ninh nhân dân, Trung tướng, Phó giáo sư, Tiến sĩ Nông Văn Lưu, chi bộ Đảng Cộng sản Việt Nam tại Trung tâm Nghiên cứu An ninh quốc gia, được tặng Huy hiệu 40 năm tuổi Đảng Cộng sản Việt Nam.
Tháng 4 năm 2019, Nông Văn Lưu, nguyên Phó Tổng cục trưởng Tổng cục An ninh 2, Bộ Công an (Việt Nam), làm ủy viên Hội đồng nghiệm thu cấp cơ sở tại Học viện Chính trị Công an nhân dân đề tài khoa học cấp Bộ trọng điểm "Xung đột xã hội và những vấn đề đặt ra đối với công tác bảo đảm an ninh, trật tự ở nước ta hiện nay".

## Lịch sử thụ phong quân hàm
- Thiếu tướng Công an nhân dân Việt Nam (2006)[12].
- Trung tướng Công an nhân dân Việt Nam (2010)